# Северцев, Николай Алексеевич
Никола́й Алексе́евич Се́верцев (род. 10 февраля 1930, дер. Полушкино, Западная область) — инженер-конструктор военной техники, заслуженный деятель науки и техники России; доктор технических наук (1977), профессор, лауреат Государственной премии СССР, инженер-вице-адмирал.

## Биография
Родился 10 февраля 1930 года в деревне Полушкино (ныне — Шумячского района Смоленской области). Отец — Алексей Яковлевич (ум. 1943), создал локальную систему образования для сельской молодёжи, активно учил грамоте взрослое население. Основанная им школа пчеловодства, благодаря фундаментальным знаниям и опыту в этой области, привлекала учеников со всех концов огромной страны. Мать — Варвара Спиридоновна (1899—1992), родила и воспитала шестерых сыновей и дочь. Четверо братьев Н. А. Северцева стали докторами наук, один — кандидатом наук.
В 1948 году окончил среднюю школу на шахте «Кондратьевка» в городе Горловка Донецкой области, в 1954 — Высшее военно-морское инженерное училище имени Ф. Э. Дзержинского в Ленинграде. В 1957—1960 годах служил инженером-механиком на кораблях Балтийского Флота, участвовал в разминировании Балтийского моря.
В 1960 году окончил факультет ракетного вооружения Военно-морской академии кораблестроения им. А. Н. Крылова.
С 1960 года работал в ОКБ-52 под руководством Генерального конструктора академика В. Н. Челомея. Одновременно с 1963 года учился на механико-математическом факультете (кафедра «Теория вероятностей и математическая статистика») МГУ им. М. В. Ломоносова.
С 1975 года — начальник отдела специальных проблем науки и техники Высшей аттестационной комиссии при Совете Министров СССР. Реформировал работу ВАК СССР, построив двухступенчатую систему оценки научных работ; организовал 11 экспертных советов и 15 групп экспертов по всем научным специальностям оборонного профиля, что позволило аттестовать в учёной степени и учёном звании 10 111 специалистов.
В это же время тесно сотрудничал с КБ «Южное», возглавляемым В. Ф. Уткиным. Внедрил основные результаты своих фундаментальных исследований в обеспечение эффективности и надёжности ракетно-космических и ракетных комплексов, сданных на вооружение Советской Армии. Одновременно (1975—1983) читал лекции по теории вероятностей, математической теории надёжности и статистики на кафедре «Прикладная математика и ВТ» МВТУ им. Н. Э. Баумана.
С 1984 года работал в Институте проблем кибернетики АН СССР (РАН). Провёл фундаментальную прикладную научно-исследовательскую работу по надёжности Супер-ЭВМ «Электроника СС БИС»,
С 1998 года — начальник отдела нелинейного анализа и проблем безопасности Вычислительного центра им. А. А. Дородницына РАН; в настоящее время — заведующий сектором там же.
Мастер спорта СССР по классической борьбе, член Союза писателей РФ.

### Семья
Жена — Вера Романовна Северцева (р. 1937), врач-эндокринолог.
- сын — Алексей (р. 1961), хирург, доктор медицинских наук, профессор[8].
- дочь — Елена.

## Научная деятельность
В 1970 году защитил кандидатскую диссертацию (по вопросам разработки методов и моделей надёжности твердотопливных двигателей крылатых ракет, стартующих из-под воды с подводной лодки), в 1977 — докторскую (по оборонной тематике). Профессор (1988).
Основные направления исследований
- фундаментальные проблемы системной безопасности, устойчивости и эффективности динамических систем[6].

Основные достижения
- один из создателей теории эффективности, надёжности и управления эксплуатационными процессами[2],
- один из создателей статической теории подобия[2];
- разработал теорию системного анализа, безопасности, надёжности и эффективности комплексов машиностроения на всём жизненном цикле (проектирование, отработка, испытание и управление при эксплуатации);
- разработал теорию управления эксплуатационными процессами технических систем по их состоянию (не по временному интервалу), что позволило увеличить их ресурс в два раза;
- разработал метод, модели и изобретения, позволившие создать первые в мире крылатые ракеты, стартующие с подводных лодок (парирование гидравлического удара при старте из-под воды).
- разработал экспоненциальную модель безопасности технической системы на заданном отрезке времени[9];

Главный ведущий специалист комплексов:
- Подводная лодка — крылатая ракета «Аметист»
- Большой надводный корабль — крылатая ракета «Прогресс»
- Малый надводный корабль — крылатые ракеты «Малахит» и «П-25».

Председатель докторского Совета при ВЦ РАН, член докторского Совета при РХТУ им. Д. И. Менделеева, член докторского Совета при НПО Машиностроения и научный консультант Генерального директора данного НПО, председатель ГАК при МАИ и РУДН.
Вице-президент постоянно действующей Международной многоцелевой конференции «Надёжность и качество» (Пенза), руководитель секции «Моделирование безопасности и устойчивости систем» конференции. Выступал с научными докладами на международных конференциях (Паугошский конгресс, Лондон, 1995; Стокгольм; Братислава; Ханой).
Действительный член общественно-научных академий (Российской академии космонавтики имени К. Э. Циолковского, Академии проблем качества, РАЕН), президент Международного фонда учёных и инженеров им. академика В. Ф. Уткина.
Подготовил 68 кандидатов и 27 докторов наук.
Автор более 300 научных работ, в том числе 28 монографий и 10 томов энциклопедического справочника «Надёжность и эффективность в технике» (в соавторстве), 19 изобретений.

### Избранные труды
Справочники
- Надежность и эффективность в технике : Справочник : В 10 т. / Ред. совет: Авдуевский В. С. (пред.) и др. — М.: Машиностроение, 1986—1990. — 12712 экз.
  - Т. 1 : Методология. Организация. Терминология / [В. С. Авдуевский, И. В. Апполонов, Е. Ю. Барзилович и др.]; Под ред. А. И. Рембезы. — 1986. — 223 с.
  - Т. 2 : Математические методы в теории надежности и эффективности / [В. В. Белов, Ю. К. Беляев, А. Г. Давтян и др.]; Под ред. акад. АН УССР Б. В. Гнеденко. — 1987. — 280 с.
  - Т. 3 : Эффективность технических систем / [В. У. Торбин и др.]; Под ред. В. Ф. Уткина, Ю. В. Крючкова. — 1988. — 328 с.
  - Т. 4 : Методы подобия в надежности / [В. А. Мельников и др.]; Под ред. В. А. Мельникова, Н. А. Северцева. — 1987. — 278 с.
  - Т. 5 : Проектный анализ надежности / [Б. И. Бельчич и др.]; Под ред. В. И. Патрушева, А. И. Рембезы. — 1988. — 320 с.
  - Т. 6 : Экспериментальная обработка и испытания / [И. З. Аронов и др.]; Под ред. Р. С. Судакова, О. И. Тескина. — 1989. — 375 с.
  - Т. 7: Качество и надёжность в производстве. — 1988.
  - Т. 8 : Эксплуатация и ремонт / [А. М. Андронов и др.]; Под ред. В. И. Кузнецова, Е. Ю. Барзиловича. — 1990. — 319 с.
  - Т. 9 : Техническая диагностика / [И. М. Синдеев и др.]; Под общ. ред. В. В. Клюева, П. П. Пархоменко. — 1987. — 351 с.
  - Т. 10 : Справочные данные по условиям эксплуатации и характеристикам надежности / [Ю. З. Веденеев и др.]; Под общ. ред. В. А. Кузнецова. — 1990. — 330 с.

монографии
- Амирджанов Г. П., Мухин А. В., Северцев Н. А. Исследование методов повышения надежности ЭВМ. — Препр. — М : Б. и., 1988. — 24 с. — 200 экз.
- Апполонов И. В., Северцев Н. А. Надежность невосстанавливаемых систем одноактного применения. — М.: Машиностроение, 1977. — 211 с. — 2200 экз.
- Баранов Н. А., Северцев Н. А. Основы теории безопасности динамических систем. — М.: Вычислительный центр РАН, 2008. — 237 с. — 120 экз. — ISBN 978-5-91601-006-0
- Дедков В. К., Северцев Н. А. Косвенные методы прогнозирования надежности. — М.: Вычислительный центр РАН, 2006. — 273 с. — 120 экз. — ISBN 5-201-09854-1
- Дивеев А. И., Северцев Н. А. Метод выбора оптимального варианта технической системы. — М : ВЦ РАН, 2003. — 106 с. — 120 экз.
- Дивеев А. И., Северцев Н. А. Универсальные оценки безопасности. — М.: Изд-во Рос. ун-та дружбы народов, 2005. — 87 с. — 300 экз. — ISBN 5-209-00894-0
- Северцев Н. А. Безопасность и защита сложных систем. — М.: Вычислительный центр им. А. А. Дородницына РАН, 2014. — 238 с. — 120 экз. — ISBN 978-5-91601-097-8
- Северцев Н. А., Бецков А. В. Моделирование безопасности функционирования динамических систем. — М.: Теис, 2015. — 327 с. — 1000 экз. — ISBN 978-5-7218-1362-7
- Северцев Н. А., Бецков А. В. Системный анализ теории безопасности. — М. : Теис, 2009. — 452 с. — 3000 экз. — ISBN 978-5-7218-1063-3
- Северцев Н. А., Титулов В. Н., Чесноков Ю. М., Судаков Р. С. Статистические задачи отработки систем и таблицы для числовых расчетов показателей надежности / Под ред. проф. Р. С. Судакова. — М.: Высш. школа, 1975. — 604 с. — 13000 экз.
- Северцев Н. А., Шутова Т. В. Моделирование управлением системой военно-экономической торговли России. — М : Изд-во РУДН, 2004. — 205 с. — 100 экз. — ISBN 5-209-02349-4

Учебные пособия
- Апполонов И. В., Северцев Н. А. Методы оценки надежности. РДТТ : (Учеб. пособие для ФПКИ). — М.: Б. и., 1976. — 47 с. — ДСП. — 100 экз.
- Блистанова Л. Д., Зубов И. В., Зубов Н. В., Северцев Н. А. Конструктивные методы теории устойчивости и их применение к задачам численного анализа : Учеб. пособие. — СПб : НИИ химии, 2002. — 119 с. — 100 экз. — ISBN 5-7997-0387-1
- Дедков В. К., Северцев Н. А. Основные вопросы эксплуатации сложных систем : [Учеб. пособие для вузов]. — М.: Высш. школа, 1976. — 406 с. — 17000 экз.
- Катулев А. Н., Северцев Н. А. Исследование операций: принципы принятия решений и обеспечение безопасности : Учеб. пособие для студентов вузов. — Тверь : Твер. гос. ун-т, 1999. — 312 с. — 150 экз. — ISBN 5-7609-0149-4
  - / Под ред. акад. РАН П. С. Краснощекова. — М : Физ.-мат. лит., 2000. — 318 с. — 1000 экз. — ISBN 5-9221-0041-6
- Катулев А. Н., Северцев Н. А. Математические методы в системах поддержки принятия решений : Учеб. пособие для студентов вузов, обучающихся по направлению подгот. дипломир. специалистов «Информ. системы» и «Прикл. математика и информатика». — 2-е изд., доп. — Тверь : Твер. гос. ун-т, 2003. — 327 с. — 100 экз. — ISBN 5-7609-0230-X
  -  — М.: Высшая школа, 2005. — 311 с. — 3000 экз. — ISBN 5-06-004754-7
- Катулев А. Н., Северцев Н. А. Методы принятия решений : Учеб. пособие для вузов по направлению «Информ. системы». — Тверь : ТвГУ, 2002. — 221 с. — 100 экз. — ISBN 5-7609-0200-8
- Катулев А. Н., Северцев Н. А., Соломаха Г. М. Исследование операций и обеспечение безопасности : прикладные задачи : [учеб. пособие для вузов] / под ред. П. С. Краснощекова. — М : Физматлит, 2005. — 239 с. — ISBN 5-9221-0555-8
- Северцев Н. А., Дедков В. К. Системный анализ и моделирование безопасности : учеб. пособие для студентов высших учебных заведений, обучающихся по направлению 656500 (280100) «Безопасность жизнедеятельности». — М.: Высшая школа, 2006. — 462 с. — (Для высших учебных заведений. Безопасность жизнедеятельности). — 3000 экз. — ISBN 5-06-005564-7
- Северцев Н. А., Темнов В. Н. Метрологическое обеспечение безопасности сложных технических систем : учеб. пособие : для студентов высших учебных заведений, обучающихся по направлению 280100 «Безопасность жизнедеятельности» : соответствует Федеральному государственному образовательному стандарту 3-го поколения. — М.: КУРС : ИНФРА-М, 2014. — 350 с. — 500 экз. — ISBN 978-5-16-009626-1

Популярные издания
- Северцев Н. А. Честь и мужество. — М.: ТЕИС, 2015. — 583 с. — 100 экз. — ISBN 978-5-7218-1363-4

## Награды
ордена и медали
- Орден Красной Звезды
- Орден «За службу Родине в Вооружённых Силах СССР» III степени
- Орден Дружбы[3]
- Орден Дружбы (Вьетнам)
- орден «За заслуги» 1-й и 2-й степени (Парламентский центр России);
- титул «Человек-легенда» с вручением ордена «За честь и достоинство» (Департамент безопасности «Красная площадь»)[6];
- орден «За безопасность Отечества» I и II степени;
- Ордена им. М. В. Ломоносова, им. Александра Невского I степени, им. Адмирала Флота Советского Союза Н. Г. Кузнецова (Комитет по обороне и безопасности Совета Федерации РФ и Министерство обороны Российской Федерации);
- именные медали:
  - золотая медаль им. академика В. С. Уткина — за большой вклад в укрепление работоспособности страны[2][6],
  - медали им. С. П. Королёва, В. М. Челомея[2][3] за личное активное участие в создании ракетного вооружения для обороны страны,
  - медали И. И. Картукова, М. К. Янгеля, Ю. А. Гагарина[2][3].
- медали Чехословакии и Польши;
- медаль Леонардо да Винчи (Европейский Комитет по наградам при ООН) — за выдающиеся заслуги перед народами в развитии мировой нации и образования[6];
- медаль Суворова «За вклад в литературу и культурное наследие России»;
- Грамота Президента РАН — за большой вклад в академическую науку[6].

### Премии
- лауреат Государственной премии СССР в области науки и техники (1979)[3][5][6],
- лауреат премии Правительства Российской Федерации в области науки и техники[6],
- лауреат премии Правительства Российской Федерации в области образования (2000)[5][6],

### Звания
- заслуженный деятель науки и техники России (1996)[2][5][6],
- Почётный гражданин Шумячского района (29.1.2010)[3].